# Combretum carringtonianum
Combretum carringtonianum là một loài thực vật có hoa trong họ Trâm bầu. Loài này được Exell & J.G.García mô tả khoa học đầu tiên năm 1962.